# 죠죠의 기묘한 모험 올 스타 배틀
《죠죠의 기묘한 모험 올 스타 배틀》은 사이버커넥트2가 개발하고 반다이 남코 게임스가 배급한 대전 격투 게임이다. 아라키 히로히코의 장기연재 만화 《죠죠의 기묘한 모험》에 기반한 게임으로, 플레이스테이션 3으로 제작돼 2013년 출시됐다.
원작의 8부 전체에 걸쳐 등장하는 인물들 40여 명이 플레이어 캐릭터로 등장해 대전 격투 시스템 방식으로 대전할 수 있다.
2022년 9월 2일, 추가 컨텐츠가 담긴 리마스터판 《죠죠의 기묘한 모험 올 스타 배틀 R》이 닌텐도 스위치, 플레이스테이션 4, 플레이스테이션 5, 엑스박스 원, 엑스박스 시리즈 X/S 및 마이크로소프트 윈도우 플랫폼으로 발매됐다.

## 개발
2012년 7월 5일에 행해진 저자 아라키 히로히코의 원화전인 '죠죠전(展)'의 기자 발표회에서 발매가 발표되었다. 장르는 죠죠의 기묘한 모험의 1부부터 8부까지 등장한 주요 캐릭터들이 싸우는 대전 격투 게임이다.
총 참전 캐릭터는 34명으로 확정되었으며 기본 참전 캐릭터 32명에 DLC로 구입이 가능한 키라 요시카게와 얀구 시게키요가 추가된다. 8월 28일 열린 발매 전야제에서 추가 DLC 캐릭터로 이기와 판나코타 푸고, 아라키의 다른 작품인 《바오 내방자》의 바오가 발표되었다. 이후에도 지속적으로 추가 캐릭터를 공개할 예정이라고 한다.

## 시스템

### 배틀 스타일
본작의 시스템적인 특징 중 하나로 각 캐릭터의 특성이 반영되어 스타일 버튼을 누르면 캐릭터마다 설정된 스타일이 발동한다.
파문
1부와 2부의 주인공인 '파문 전사'가 사용하는 스타일이다. 스타일 버튼을 눌러 '파문의 호흡'을 실시해 하트 히트 게이지를 증가시킨다. 또한 해당 명령 기술을 향상시킬 수 있다.
흡혈
디오 브란도 등 '흡혈귀'가 사용하는 스타일이다. 특정 기술을 맞춘 상태에서 스타일 버튼을 누르면 흡혈을 하고 체력이나 하트 히트 게이지를 회복한다.
유법(모드)
2부의 적인 '기둥 속의 사내'들이 사용하는 스타일이다. 스타일 버튼을 누르면 서서히 하트 히트 게이지를 소비하는 특수한 모드를 발동시켜, 캐릭터 능력을 향상시킨다. 덧붙여 흡혈이나 유법은 사용할 수 있는 스테이지가 밤이나 실내의 곳으로 한정된다.
스탠드
3부 이후의 캐릭터들이 사용하는 스타일이다. 스타일 버튼을 누르면 스탠드를 on/off 시킬 수 있다.
승마
7부의 캐릭터가 사용하는 스타일이다. 스타일 버튼을 누르면 말에 승·하차 할 수 있게 된다.

### 하트 히트 게이지
화면 하단의 게이지로 데미지를 주고 받으면 증가한다. 모인 게이지를 소비함으로써 '하트 히트 어택'과 '그레이트 히트 어택'을 비롯한 특수한 액션을 발동할 수 있다.

### 하트 히트 어택/그레이트 히트 어택
하트 히트 게이지를 소비하여 발동하는 초 필살기이다. 게이지를 1개 소비하는 '하트 히트 어택(약칭 HHA)', 게이지를 2개 소모하는 큰 기술인 '그레이트 히트 어택(약칭 GHA)' 의 2가지 종류가 있다. 기본적으로 처음 시작하는 기술을 맞히는 것으로 장면에서 연속 공격이 행해지지만, 그 중에는 컷인 후에 즉시 공격하는 것도 있다.

### 스타일리쉬 무브
공격을 방어할 때 타이밍을 맞춰 버튼을 누르면 가드가 발동하는 액션. 가드 게이지를 소비하는 대신 화려한 포즈와 함께 데미지를 입지 않을 수 있다.

### 이지 비트
격투 액션에 약한 사람들을 위해 등재된 시스템으로 공격 버튼을 타이밍에 맞춰 누르면 연속 콤보가 발동하여 하트 히트 어택이 발동하게 된다.

### 스테이지 특수 효과
각 스테이지에 마련된 장치로 '일정 시간 경과'나 '일정 구역에서 다운' 등의 특정한 조건을 만족시킬 경우 적이나 아군에 상관없이 발동시킨 캐릭터에게 데미지를 준다.

### 시추에이션 피니쉬
특정 조건을 충족시킨 채로 HHA 또는 GHA로 상대를 끝내면 패배한 캐릭터가 각 단계의 원작에서 일어난 장면을 재현하는 연출이 표시된다.

### 러시 모드
대전 중에 서로의 러시 모드가 동시에 발동되면 버튼 연타로 상대와의 러시 속도를 경쟁하게 되고 연타 수가 적은 쪽이 날라간다.

### 고고고 모드/각오 모드
체력이 부족하면 자동으로 발동하는 시스템으로 '고고고 모드'는 발동 후 공격력과 공격했을 때의 하트 히트 게이지가 쌓이는 양이 올라간다. 또한 '각오 모드'는 공격력 상승 후 대부분의 공격에 슈퍼 아머 상태가 되어 공격을 받았을 때의 하트 히트 게이지가 쌓이는 양이 올라간다. 각오 모드와 캐릭터는 제한되어 있으며 고고고 모드와 중첩되어 발동되지 않는다.

## 등장 캐릭터

### 1부 팬텀블러드

#### 참전 캐릭터
죠나단 죠스타
성우 - 오키츠 카즈유키
배틀 스타일 - 파문
윌 A. 체펠리
성우 - 시오야 요쿠
배틀 스타일 - 파문
디오 브란도
성우 - 코야스 타케히토
배틀 스타일 - 흡혈

#### 기타 캐릭터
로버트 E.O. 스피드왜건
성우 - 우에다 요우지
PV 제5탄에서 내레이션을 담당했다.
디오의 시생인들

### 2부 전투조류

#### 참전 캐릭터
죠셉 죠스타
성우 - 스기타 토모카즈
배틀 스타일 - 파문
시저 안토니오 체펠리
성우 - 사토 타쿠야
배틀 스타일 - 파문
와무우
성우 - 오오츠카 아키오
배틀 스타일 - 유법
에시디시
성우 - 후지와라 케이지
배틀 스타일- 유법
카즈
성우 - 이노우에 카즈히코
배틀 스타일 - 유법
리사리사(DLC)
성우 - 타나카 아츠코
배틀스타일 - 파문

#### 기타 캐릭터
루돌 폰 슈트로하임
성우 - 이마루오카 아츠시

### 3부 스타더스트 크루세이더즈

#### 참전 캐릭터
쿠죠 죠타로 & 스타 플래티나
성우 - 오노 다이스케
배틀 스타일 - 스탠드
카쿄인 노리아키 & 하이어로팬트 그린
성우 - 유사 코지
배틀 스타일 - 스탠드
장 피에르 폴나레프 & 실버 채리엇
성우 - 히라타 히로아키
배틀 스타일 - 스탠드
무함마드 압둘 & 매지션즈 레드
성우 - 에바라 마사시
배틀 스타일 - 스탠드
홀 호스 & 엠퍼러 + J. 가일 & 행드맨(성우-타치키 후미히코)
성우 - 오오츠카 호우츄
배틀 스타일 - 스탠드
DIO & 더 월드
성우 - 코야스 타케히토
배틀 스타일 - 스탠드
이기 & 더 풀(DLC)
성우 - 치바 시게루
배틀 스타일 - 스탠드
죠셉 죠스타 & 허밋 퍼플(DLC)
성우 - 스기타 토모카즈
배틀 스타일 - 스탠드+파문
바닐라 아이스 & 크림(DLC)
성우 - 요시노 히로유키
배틀 스타일 - 스탠드

#### 기타 캐릭터
윌슨 필립스 상원의원
성우 - 사토 마사하루
3부의 스테이지인 '이집트 시내'에서 스테이지 특수 효과로 등장한다.
누케사쿠
성우 - 네모토 코우타
3부의 스테이지인 'DIO의 저택'에서 스테이지 특수 효과로 등장한다.
다니엘 J. 다비 & 오시리스신
성우 - 이시이 코우지
테렌스 드렌트 다비 & 아툼신
성우 - 스와베 준이치
오잉고 & 크눔신
성우 - 스가누마 히사요시
보잉고 & 토트신
성우 - 후지모토 타카히로

### 4부 다이아몬드는 부서지지 않는다

#### 참전 캐릭터
히가시카타 죠스케 & 크레이지 다이아몬드
성우 - 하타노 와타루
배틀 스타일 - 스탠드
니지무라 오쿠야스 & 더 핸드
성우 - 타카기 와타루
배틀 스타일 - 스탠드
히로세 코이치 & 에코즈 Act. 1 ~ 3
성우 - 박로미
배틀 스타일 - 스탠드
오토이시 아키라 & 레드 핫 칠리 페퍼
성우 - 모리쿠보 쇼타로
배틀 스타일 - 스탠드
키시베 로한 & 헤븐즈 도어
성우 - 카미야 히로시
배틀 스타일 - 스탠드
카와지리 코우사쿠 & 킬러 퀸 & 바이트 더 더스트 + 고양이풀 & 스트레이 캣
성우 - 코야마 리키야
배틀 스타일 - 스탠드
키라 요시카게 & 킬러 퀸 & 시어 하트 어택(성우 - 카시와쿠라 츠토무)(DLC)
성우 - 코야마 리키야
배틀 스타일 - 스탠드
얀구 시게키요 & 하베스트(DLC)
성우 - 야마구치 캇페이
배틀 스타일 - 스탠드

#### 기타 캐릭터
키라 요시히로 & 아톰 하트 파더
성우 - 시마다 빈
4부 스테이지인 '키라 요시카게의 저택'에서 스테이지 특수 효과로 등장한다.
카와지리 하야토
성우 - 사토 유코
카와지리 코우사쿠의 스탠드 '바이쳐 더스트'의 연출에 등장한다.
스기모토 레이미
성우 - 히로하시 료
4부 스테이지인 '모리오쵸 마을'에서 시추에이션 마무리 연출로 등장한다.

### 5부 황금의 바람

#### 참전 캐릭터
죠르노 죠바나 & 골드 익스피리언스 & 골드 익스피리언스 레퀴엠(성우 - 와타나베 미사)
성우 - 나미카와 다이스케
배틀 스타일 - 스탠드
귀도 미스타 & 섹스 피스톨즈(성우 - 이마이 아사미)
성우 - 아카바네 겐지
배틀 스타일 - 스탠드
블로노 부첼라티 & 스틱키 핑거즈
성우 - 스기야마 노리아키
배틀 스타일 - 스탠드
나란챠 길가 & 에어로스미스
성우 - 산페이 유코
배틀 스타일 - 스탠드
디아볼로 & 킹 크림슨 + 비네거 도피오(성우 - 이시다 아키라)
성우 - 모리카와 토시유키
배틀 스타일 - 스탠드
판나코타 푸고 & 퍼플 헤이즈(성우 - 에가와 히사오)(DLC)
성우 - 오다 히사후미
배틀 스타일 - 스탠드

#### 기타 캐릭터
레오네 아바키오 & 무디 블루스
성우 - 쿠스노키 타이텐
갤러리 모드의 BGM 재생에 등장한다.
메로네 & 베이비 페이스
성우 - 노지마 켄지
프로슈토 & 더 그레이트풀 데드
성우 - 테라시마 타쿠마
5부의 스테이지인 '네아폴리스 역'의 스테이지 특수 효과 및 시추에이션 피니쉬의 연출에 등장한다.
펫시 & 비치 보이
성우 - 후쿠마츠 신야
5부의 스테이지인 '네아폴리스 역'의 스테이지 특수 효과 및 시추에이션 피니쉬의 연출에 등장한다.
기앗쵸 & 화이트 앨범
성우 - 스즈키 타츠히사
셋코 & 오아시스
성우 - 시모노 히로
5부의 스테이지인 '로마 시내'에서 스테이지 특수 효과로 등장한다.

### 6부 스톤 오션

#### 참전 캐릭터
쿠죠 죠린 & 스톤 프리
성우 - 사와시로 미유키
배틀 스타일 - 스탠드
에르메스 코스텔로 & 키스
성우 - 요네모토 치즈
배틀 스타일 - 스탠드
엔리코 푸치 & 화이트스네이크(성우 - 키리모토 타쿠야) & C-MOON & 메이드 인 헤븐
성우 - 하야미 쇼
배틀 스타일 - 스탠드
나르시소 아나수이 & 다이버 다운(DLC)
성우 - 나카무라 유이치
배틀 스타일 - 스탠드

#### 기타 캐릭터
웨더 리포트 & 웨더 리포트
성우 - 오오카와 토오루
6부의 스테이지인 '그린 돌핀 스트리트 형무소'에서 스테이지의 특수 효과에 등장한다.
엠포리오 엘니뇨 & 버닝 다운 더 하우스
성우 - 키타니시 준코
6부의 스테이지인 '케네디 우주센터'에서 스테이지의 특수 효과로 등장한다.

### 7부 스틸 볼 런

#### 참전 캐릭터
죠니 죠스타 & 터스크 Act. 1 ~ 4
성우 - 카지 유우키
배틀 스타일 - 스탠드, 승마
쟈이로 체펠리 & 볼 브레이커
성우 - 미키 신이치로
배틀 스타일 - 스탠드, 승마
퍼니 발렌타인 & D4C
성우 - 카세 야스유키
배틀 스타일 - 스탠드

#### 기타 캐릭터
루시 스틸 & 러브 트레인
성우 - 쿠와시마 호우코
7부의 무대인 '필라델피아 해안가'에서 스테이지 특수 효과로 등장한다.

### 8부 죠죠리온

#### 참전 캐릭터
히가시카타 죠스케 & 소프트&웨트
성우 - 마도노 미츠아키
배틀 스타일 - 스탠드

#### 기타 캐릭터
히로세 야스호 & 페이즐리 파크
성우 - 키타무라 에리
8부의 무대인 '모리오쵸 시 벽의 눈'에서 스테이지 특수 효과 및 시추에이션 피니쉬의 연출로 등장한다.
히가시카타 죠슈 & 넛 킹 콜
성우 - 미우라 히로아키
8부의 무대인 '모리오쵸 시 벽의 눈'에서 스테이지 특수 효과 및 시추에이션 피니쉬의 연출로 등장한다.

### 그 외

#### 참전 캐릭터
하시자와 이쿠로 = 바오(DLC)
성우 - 우치야마 코우키
배틀 스타일 - 바오 암드 페노메논

## 등장 스테이지
디오의 성
1부의 무대. 흡혈귀 디오가 근거지로 하고 있던 곳이다. 배경에는 디오의 시생인들과 스피드왜건이 지켜보고 있다.
스테이지 특수 효과
특정 위치에서 다운되면 좀비가 샹들리에를 떨어뜨린다.
시추에이션 피니쉬
패배한 캐릭터가 테라스의 난간을 넘어 성 밖으로 떨어진다.
투기장
2부의 무대. 죠셉과 와무우가 전차전을 벌였던 장소이다. 투기장 외부에는 흡혈귀로 가득차 있으며 스테이지의 중앙에는 카즈와 리사리사가 지켜보고 있다.
스테이지 특수 효과
무대 가장자리에 있는 흡혈마의 근처에서 다운되면 흡혈마가 스테이지 내에서 날뛴다,
시추에이션 피니쉬
패배한 캐릭터가 돌진해 온 흡혈마에 짓밟힌다.
카이로 시내
3부의 무대. 죠타로와 DIO의 최종 결전이 열린 장소이다.
스테이지 특수 효과
특정 위치에서 다운되면 DIO에게 협박당한 윌슨 필립스 상원의원이 운전하는 차량이 무대로 돌진한다.
시추에이션 피니쉬
패배한 캐릭터가 원작의 카쿄인처럼 급수탑에 쳐박힌다,
DIO의 저택
3부의 무대. 이집트에서 DIO가 머물렀던 곳으로 폴나레프 일행이 바닐라 아이스와 사투를 벌인 장소이다. 바닐라 아이스의 스탠드인 '크림'의 영향으로 구멍이 난 곳이 있다.
스테이지 특수 효과
특정 위치에서 다운되면 배경에 있던 누케사쿠가 천장에서 낙하한다.
시추에이션 피니쉬
흡혈귀 캐릭터를 사용하고 있을 경우 햇빛을 받아 소멸하는 연출이 있다.
모리오쵸 마을
4부의 무대. 죠스케 일행이 키라 요시카게를 몰아 붙였던 장소로 키라의 폭탄에 의해 불이 난 집에 구급차가 와 있다.
스테이지 특수 효과
특정 위치에서 다운되면 스테이지 내에 낙뢰가 발생한다. 이 낙뢰를 맞을 경우 데미지를 입지만 오토이시 아키라는 전력 게이지를 회복한다.
시추에이션 피니쉬
패배한 캐릭터가 '뒤돌아보면 안 되는 곳'으로 끌려간다.
키라 요시카게의 저택
4부의 무대로 키라 요시카게의 친가이다. 키라의 아버지 키라 요시히로의 스탠드인 '아톰 하트 파더'의 능력으로 고립된 장소가 주 스테이지.
스테이지 특수 효과
특정 위치에서 다운되면 사진 속의 키라 요시히로가 칼을 휘두르며 스테이지에 나타난다.
시추에이션 피니쉬
패배한 캐릭터가 키라의 책상에 부딪히고 키라의 손톱 길이를 잰 노트가 나타난다.
로마 시내
5부의 무대로 이야기 종반의 무대가 된 장소이다. 사고를 낸 차량이나 붕괴된 지면 등 평소의 로마보다 거친 풍경을 보이고 있다.
스테이지 특수 효과
특정 위치에서 다운되면 진흙탕이 나타나 셋코의 스탠드 '오아시스'에게 피격당한다.
시추에이션 피니쉬
패배한 캐릭터가 인근에 정차되어 있는 쓰레기 운반 차량에 실려간다.
네아폴리스 역
5부의 무대. 부첼라티 일행이 거북이를 받은 피렌체 행 특급 열차가 정차하는 역의 플랫폼. 역에는 부첼라티 일행을 찾아온 암살팀의 프로슈토와 펫시 일행이 배회하고 있다.
스테이지 특수 효과
기차 가까이에서 다운되면 펫시의 능력인 '비치 보이'에 걸려 데미지를 입는다.
시추에이션 피니쉬
패배한 캐릭터가 펫시에게 걸리는 동시에 열차가 출발한다.
그린 돌핀 스트리트 형무소
6부의 무대. 쿠죠 죠린이 초반에 갇히게 되는 감옥이다. 웨더 리포트의 스탠드 능력에 의해 나타난 대량의 독개구리가 정원 안을 메우고 있다.
스테이지 특수 효과
감옥 앞에서 다운되면 웨더 리포트가 대량의 독개구리를 떨어뜨리는데, 이를 맞게 되면 피해를 입는다.
케네디 우주센터
6부의 무대로 푸치 신부와의 결전이 열린 장소이다. 푸치의 스탠드인 'C-MOON'의 영향으로 중력이 이상하게 변해있다.
스테이지 특수 효과
특정 위치에서 다운되면 상공의 건물 잔해 등이 낙하해 데미지를 입는다.
시추에이션 피니쉬
패배한 캐릭터가 지면에서 수평으로 낙하한다.
필라델피아 해안가
7부의 무대. 이야기 종반에 죠니와 쟈이로, 발렌타인 대통령이 결전을 벌인 장소. 거룩한 성인의 유체와 동화된 루시 스틸과 대서양의 풍경이 보이는 스테이지이다.
모리오쵸 시 벽의 눈
8부의 무대. 히가시카타 죠스케가 발견된 장소이다. 지진 재해시에 일어난 거대한 융기와 물에 휘말린 집이 인상적이다. 근처에 히로세 야스호가 주저 앉아 있다.
스테이지 특수 효과
야스호에게 다가가면 화난 히가시카타 죠슈가 돌멩이를 휘두르며 스테이지 중앙을 가로질러간다.
시추에이션 피니쉬
패배한 캐릭터가 야스호의 근처까지 날아가 죠슈에게 돌멩이로 맞는다.

## CM
TV 애니메이션 '죠죠의 기묘한 모험'의 방영 중에 본 작품의 CM이 방송되었다. 3부 내용 중 DIO의 저택에서 쿠죠 죠타로와 테렌스 트렌트 다비의 전투 장면을 재현한 것으로 원래는 'Oh! That's a baseball'이란 게임을 플레이하는 장면에서 죠타로가 "본작을 플레이 타이틀로 선택한다"라는 대사를 패러디한 내용이다.

## All Star Battle 리그
발매 직전인 7월부터 8월까지 2개월 동안 생중계 기획 '죠죠의 기묘한 모험 All Star Battle 리그'가 개최되어 6월 19일에 추첨이 진행되며 7월에 예선 리그가, 8월 결승전이 열릴 예정이다. 또한 응원 캠페인에서 1위부터 3위가 된 캐릭터는 시드 선수로 선정되어 예선 없이 결선 토너먼트에 진출하게 된다. 캠페인 결과 히가시카타 죠스케(3위), DIO(2위), 죠나단 죠스타(1위)가 시드 선수가 되었다. 대회는 1회 승부로 CPU 대전으로 진행되고 있다.
출연자는 반다이 남코 게임스의 프로듀서인 신야, 사이버 커넥트 2의 개발 이사인 마쓰야마, 죠죠를 좋아하는 연예인 겐도 고바야시 외 3인이다. 겐도 고바야시가 결선 토너먼트 추첨에 참가하지 못하자 스피드왜건의 성우인 우에다 요지가 출연하기도 했다.
8월 28일 열린 발매 전야제와 함께 열린 결승 토너먼트에서 DIO가 쿠죠 죠타로를 꺾고 리그 토너먼트 우승을 차지했다.

## 평가
| 평가                                          |        |
| --------------------------------------------- | ------ |
| 통합 점수 통합사 점수 메타크리틱 71/100 [ 4 ] |        |
| 통합 점수                                     |        |
| 통합사                                        | 점수   |
| 메타크리틱                                    | 71/100 |

## 참조

### 내용주
1. ↑  일본어: ジョジョの奇妙な冒険 オールスターバトル, 영어: JoJo's Bizarre Adventure: All Star Battle
2. ↑  일본어: ジョジョの奇妙な冒険 オールスターバトルR, 영어: JoJo's Bizarre Adventure: All Star Battle R